# Lane Bradford
Lane Bradford (Yonkers, 29 agosto 1922 – Honolulu, 7 giugno 1973) è stato un attore statunitense.

## Biografia
Lane Bradford nacque a Yonkers, presso New York, il 29 agosto 1922. Era figlio dell'attore John Merton (1901-1959, interprete, come il figlio, di numerosi personaggi in film e serie western) e fratello dell'attore Robert Lavarre.
Recitò in 140 film dal 1940 al 1971 ed apparve in oltre 100 produzioni televisive dal 1951 al 1971. Principalmente attivo nel western, prese parte a diversi film del genere (B-movies per la maggior parte) rivestendo i panni dello scagnozzo di turno o del minaccioso antagonista e proseguendo poi queste sue peculiari performance anche in gran parte delle serie televisive western del periodo (in Il cavaliere solitario è accreditato 15 volte con personaggi sempre diversi, interpretati dal 1949 al 1957). Una delle eccezioni riguarda il suo ruolo come il marziano Marex (altro "cattivo") nel film di fantascienza del 1952 Zombies of the Stratosphere. È stato accreditato anche con il nome Lance Bradford.
Si ritirò alle Hawaii dopo aver messo fine alla sua carriera di attore e morì a Honolulu il 7 giugno 1973.

## Filmografia

### Cinema
- Frontier Crusader, regia di Sam Newfield (1940)
- Riders of Black Mountain, regia di Sam Newfield (1940)
- White Eagle, regia di James W. Horne (1941)
- The Lone Rider Crosses the Rio, regia di Sam Newfield (1941)
- North from the Lone Star, regia di Lambert Hillyer (1941)
- Il cavaliere della città fantasma (The Lone Rider in Ghost Town), regia di Sam Newfield (1941)
- Riders of the Badlands, regia di Howard Bretherton (1941)
- Raiders of the West, regia di Sam Newfield (1942)
- I cavalieri azzurri (Ten Gentlemen from West Point), regia di Henry Hathaway (1942)
- Fall In, regia di Kurt Neumann (1942)
- The Valley of Vanishing Men, regia di Spencer Gordon Bennet (1942)
- Il sergente immortale (Immortal Sergeant), regia di John M. Stahl (1943)
- Thundering Trails, regia di John English (1943)
- The Fighting Buckaroo, regia di William Berke (1943)
- Two Weeks to Live, regia di Malcolm St. Clair (1943)
- Anche i boia muoiono (Hangmen Also Die!), regia di Fritz Lang (1943)
- Death Rides the Plains, regia di Sam Newfield (1943)
- A Gentle Gangster, regia di Phil Rosen (1943)
- Ciclone del West (Western Cyclone), regia di Sam Newfield (1943)
- Gentle Annie, regia di Andrew Marton (1944)
- Fiamme sul Far West (Flame of the West), regia di Lambert Hillyer (1945)
- Terrors on Horseback, regia di Sam Newfield (1946)
- Overland Riders, regia di Sam Newfield (1946)
- Outlaws of the Plains, regia di Sam Newfield (1946)
- Shadows on the Range, regia di Lambert Hillyer (1946)
- Silver Range, regia di Lambert Hillyer (1946)
- South of the Chisholm Trail, regia di Derwin Abrahams (1947)
- Jack Armstrong, regia di Wallace Fox (1947)
- The Vigilante: Fighting Hero of the West, regia di Wallace Fox (1947)
- Prairie Raiders, regia di Derwin Abrahams (1947)
- Swing the Western Way, regia di Derwin Abrahams (1947)
- Pioneer Justice, regia di Ray Taylor (1947)
- Ghost Town Renegades, regia di Ray Taylor (1947)
- Riders of the Lone Star, regia di Derwin Abrahams (1947)
- Return of the Lash, regia di Ray Taylor (1947)
- Black Hills, regia di Ray Taylor (1947)
- Shadow Valley, regia di Ray Taylor (1947)
- Check Your Guns, regia di Ray Taylor (1948)
- Tornado Range, regia di Ray Taylor (1948)
- Man from Texas, regia di Leigh Jason (1948)
- The Hawk of Powder River, regia di Ray Taylor (1948)
- Frontier Agent, regia di Lambert Hillyer (1948)
- Feudin', Fussin' and A-Fightin', regia di George Sherman (1948)
- L'amazzone domata (Northwest Stampede), regia di Albert S. Rogell (1948)
- Dead Man's Gold, regia di Ray Taylor (1948)
- Adventures of Frank and Jesse James, regia di Fred C. Brannon e Yakima Canutt (1948)
- Sundown in Santa Fe, regia di R.G. Springsteen (1948)
- The Far Frontier, regia di William Witney (1948)
- Sheriff of Wichita, regia di R.G. Springsteen (1949)
- Death Valley Gunfighter, regia di R.G. Springsteen (1949)
- Prince of the Plains, regia di Philip Ford (1949)
- Jack il bucaniere (Big Jack), regia di Richard Thorpe (1949)
- Prairie Pirates, regia di Will Cowan – cortometraggio (1949)
- Law of the Golden West, regia di Philip Ford (1949)
- The Wyoming Bandit, regia di Philip Ford (1949)
- South of Rio, regia di Philip Ford (1949)
- Silver Butte, regia di Will Cowan – cortometraggio (1949)
- Roll, Thunder, Roll!, regia di Lewis D. Collins (1949)
- Bandit King of Texas, regia di Fred C. Brannon (1949)
- The James Brothers of Missouri, regia di Fred C. Brannon (1949)
- The Fighting Redhead, regia di Lewis D. Collins (1949)
- San Antone Ambush, regia di Philip Ford (1949)
- Cowboy and the Prizefighter, regia di Lewis D. Collins (1949)
- Western Renegades, regia di Wallace Fox (1949)
- Ranger of Cherokee Strip, regia di Philip Ford (1949)
- Bells of Coronado, regia di William Witney (1950)
- Code of the Silver Sage, regia di Fred C. Brannon (1950)
- The Arizona Cowboy, regia di R.G. Springsteen (1950)
- La regina dei tagliaborse (I Was a Shoplifter), regia di Charles Lamont (1950)
- The Invisible Monster, regia di Fred C. Brannon (1950)
- Colpo di scena a Cactus Creek (Curtain Call at Cactus Creek), regia di Charles Lamont (1950)
- Hills of Oklahoma, regia di R.G. Springsteen (1950)
- The Old Frontier, regia di Philip Ford (1950)
- L'aquila del deserto (The Desert Hawk), regia di Frederick De Cordova (1950)
- Western Courage, regia di Will Cowan – cortometraggio (1950)
- Frisco Tornado, regia di R.G. Springsteen (1950)
- The Missourians, regia di George Blair (1950)
- Trail of Robin Hood, regia di William Witney (1950)
- Wanted: Dead or Alive, regia di Thomas Carr (1951)
- Don Daredevil Rides Again, regia di Fred C. Brannon (1951)
- Ero una spia americana (I Was an American Spy), regia di Lesley Selander (1951)
- Wells Fargo Gunmaster, regia di Philip Ford (1951)
- Stagecoach Driver, regia di Lewis D. Collins (1951)
- Oklahoma Justice, regia di Lewis D. Collins (1951)
- La lettera di Lincoln (The Lady from Texas), regia di Joseph Pevney (1951)
- I violenti dell'Oregon (The Longhorn), regia di Lewis D. Collins (1951)
- Stage to Blue River, regia di Lewis D. Collins (1951)
- Texas City, regia di Lewis D. Collins (1952)
- La vendicatrice dei sioux (Rose of Cimarron), regia di Harry Keller (1952)
- Night Raiders, regia di Howard Bretherton (1952)
- Il passo di Forte Osage (Fort Osage), regia di Lesley Selander (1952)
- 5.000 dollari per El Gringo (Waco), regia di Lewis D. Collins (1952)
- Man from the Black Hills, regia di Thomas Carr (1952)
- The Gunman, regia di Lewis D. Collins (1952)
- Target, regia di Stuart Gilmore (1952)
- I fuorilegge del Kansas (Kansas Territory), regia di Lewis D. Collins (1952)
- African Treasure, regia di Ford Beebe (1952)
- Desert Passage, regia di Lesley Selander (1952)
- Zombies of the Stratosphere, regia di Fred C. Brannon (1952)
- Dead Man's Trail, regia di Lewis D. Collins (1952)
- Desperadoes' Outpost, regia di Philip Ford (1952)
- Back at the Front, regia di George Sherman (1952)
- La grande sparatoria (The Raiders), regia di Lesley Selander (1952)
- La linea francese (The French Line), regia di Lloyd Bacon (1953)
- L'assalto al Kansas Pacific (Kansas Pacific), regia di Ray Nazarro (1953)
- Il giustiziere (Law and Order), regia di Nathan Juran (1953)
- Savage Frontier, regia di Harry Keller (1953)
- Bill West fratello degli indiani (The Great Sioux Uprising), regia di Lloyd Bacon (1953)
- Il terrore del Golden West (Son of Belle Starr), regia di Frank McDonald (1953)
- Bandits of the West, regia di Harry Keller (1953)
- L'inferno di Yuma (Devil's Canyon), regia di Alfred L. Werker (1953)
- La linea francese (The French Line), regia di Lloyd Bacon (1953)
- The Golden Idol, regia di Ford Beebe (1954)
- La mano vendicatrice (Ride Clear of Diablo), regia di Jesse Hibbs (1954)
- Un killer per lo sceriffo (The Forty-Niners), regia di Thomas Carr (1954)
- Al di là del fiume (Drums Across the River), regia di Nathan Juran (1954)
- Man with the Steel Whip, regia di Franklin Adreon (1954)
- Il paradiso dei fuorilegge (Stranger on Horseback), regia di Jacques Tourneur (1955)
- I sette ribelli (Seven Angry Men), regia di Charles Marquis Warren (1955)
- I corsari del grande fiume (The Rawhide Years), regia di Rudolph Maté (1955)
- I pionieri dell'Alaska (The Spoilers), regia di Jesse Hibbs (1955)
- Il conquistatore (The Conqueror), regia di Dick Powell (1956)
- Giungla d'acciaio (The Steel Jungle), regia di Walter Doniger (1956)
- Tramonto di fuoco (Red Sundown), regia di Jack Arnold (1956)
- I corsari del grande fiume (The Rawhide Years), regia di Rudolph Maté (1956)
- Due pistole per due fratelli (Gun Brothers), regia di Sidney Salkow (1956)
- La rivolta dei cowboys (Showdown at Abilene), regia di Charles F. Haas (1956)
- La corriera fantasma (The Phantom Stagecoach), regia di Ray Nazarro (1957)
- Il cerchio della vendetta (Shoot-Out at Medicine Bend), regia di Richard L. Bare (1957)
- L'arma della gloria (Gun Glory), regia di Roy Rowland (1957)
- Il guerriero apache (Apache Warrior), regia di Elmo Williams (1957)
- La legge del più forte (The Sheepman), regia di George Marshall (1958)
- I fuorilegge di Tombstone (The Toughest Gun in Tombstone), regia di Earl Bellamy (1958)
- Il cavaliere azzurro della città dell'oro (The Lone Ranger and the Lost City of Gold), regia di Lesley Selander (1958)
- Furia del West (The Gun Hawk), regia di Edward Ludwig (1963)
- Far West (A Distant Trumpet), regia di Raoul Walsh (1964)
- Shenandoah - La valle dell'onore (Shenandoah), regia di Andrew V. McLaglen (1965)
- La vita corre sul filo (The Slender Thread), regia di Sydney Pollack (1965)
- 7 volontari dal Texas (Journey to Shiloh), regia di William Hale (1968)
- Il solitario di Rio Grande (Shoot Out), regia di Henry Hathaway (1971)

### Televisione
- Wild Bill Hickok (The Adventures of Wild Bill Hickok) – serie TV, episodio 1x02 (1951)
- Craig Kennedy, Criminologist – serie TV, 7 episodi (1952)
- Sky King – serie TV, un episodio (1952)
- Cowboy G-Men – serie TV, episodio 1x01 (1952-1953)
- The Roy Rogers Show – serie TV, 3 episodi (1952-1953)
- Hopalong Cassidy – serie TV, 2 episodi (1952-1953)
- Alarm – film TV (1954)
- Stories of the Century – serie TV, un episodio (1954)
- Rocky Jones, Space Ranger – serie TV, 6 episodi (1954)
- The Adventures of Falcon – serie TV, un episodio (1955)
- The Lineup – serie TV, un episodio (1955)
- Commando Cody: Sky Marshal of the Universe – serie TV, un episodio (1955)
- Papà ha ragione (Father Knows Best) – serie TV, un episodio (1955)
- Le avventure di Gene Autry (The Gene Autry Show) – serie TV, un episodio (1955)
- Tales of the Texas Rangers – serie TV, 2 episodi (1955)
- Judge Roy Bean – serie TV, 3 episodi (1956)
- Le avventure di Campione (The Adventures of Champion) – serie TV, episodi 1x12-1x16 (1955-1956)
- State Trooper – serie TV, un episodio (1956)
- Crossroads – serie TV, episodio 1x20 (1956)
- The Cisco Kid – serie TV, 4 episodi (1954-1956)
- Adventures of Superman – serie TV, 3 episodi (1953-1956)
- Buffalo Bill, Jr. – serie TV, 6 episodi (1955-1956)
- Schlitz Playhouse of Stars – serie TV, 2 episodi (1955-1956)
- The Adventures of Jim Bowie – serie TV, un episodio (1956)
- Le avventure di Charlie Chan (The New Adventures of Charlie Chan) – serie TV, un episodio (1957)
- Annie Oakley – serie TV, 8 episodi (1954-1957)
- Le avventure di Rin Tin Tin (The Adventures of Rin Tin Tin) – serie TV, 6 episodi (1954-1957)
- Il cavaliere solitario (The Lone Ranger) – serie TV, 15 episodi (1949-1957)
- Il sergente Preston (Sergeant Preston of the Yukon) – serie TV, 3 episodi (1956-1957)
- The Gray Ghost – serie TV, episodio 1x32 (1958)
- Zorro – serie TV, un episodio (1958)
- Broken Arrow – serie TV, 3 episodi (1956-1958)
- Sugarfoot – serie TV, episodi 1x06-1x13-1x15 (1957-1958)
- Richard Diamond (Richard Diamond, Private Detective) – serie TV, un episodio (1958)
- Frontier Doctor – serie TV, un episodio (1958)
- Jefferson Drum – serie TV, un episodio (1958)
- Yancy Derringer – serie TV, un episodio (1958)
- Mike Hammer – serie TV, un episodio (1959)
- Bronco – serie TV, un episodio (1959)
- Have Gun - Will Travel – serie TV, episodio 2x25 (1959)
- The Rough Riders – serie TV, 2 episodi (1959)
- The Restless Gun – serie TV, 4 episodi (1958-1959)
- 26 Men – serie TV, 5 episodi (1957-1959)
- Colt .45 – serie TV, un episodio (1959)
- Furia (Fury) – serie TV, 4 episodi (1955-1959)
- The Deputy – serie TV, un episodio (1959)
- Bourbon Street Beat – serie TV, episodio 1x15 (1960)
- Lo sceriffo indiano (Law of the Plainsman) – serie TV, 2 episodi (1959-1960)
- I racconti del West (Zane Grey Theater) – serie TV, 4 episodi (1959-1960)
- Black Saddle – serie TV, 3 episodi (1959-1960)
- Hotel de Paree – serie TV, un episodio (1960)
- Bat Masterson – serie TV, un episodio (1960)
- The Texan – serie TV, 4 episodi (1959-1960)
- Johnny Ringo – serie TV, un episodio (1960)
- Tate – serie TV, un episodio (1960)
- Lawman – serie TV, 3 episodi (1958-1960)
- The Rifleman – serie TV, un episodio (1960)
- Le leggendarie imprese di Wyatt Earp (The Life and Legend of Wyatt Earp) – serie TV, 5 episodi (1955-1960)
- Outlaws – serie TV, un episodio (1960)
- The Tall Man – serie TV, un episodio (1960)
- Maverick – serie TV, 5 episodi (1958-1960)
- Shotgun Slade – serie TV, 2 episodi (1959-1961)
- La valle dell'oro (Klondike) – serie TV, episodi 1x14-1x16 (1961)
- The Case of the Dangerous Robin – serie TV, un episodio (1961)
- Disneyland – serie TV, 4 episodi (1959-1961)
- Coronado 9 – serie TV, un episodio (1961)
- The Barbara Stanwyck Show – serie TV, un episodio (1961)
- Carovana (Stagecoach West) – serie TV, episodi 1x02-1x37 (1960-1961)
- Avventure in fondo al mare (Sea Hunt) – serie TV, 2 episodi (1961)
- Tales of Wells Fargo – serie TV, 4 episodi (1957-1961)
- Frontier Circus – serie TV, un episodio (1961)
- Thriller – serie TV, episodio 2x20 (1962)
- Gli uomini della prateria (Rawhide) – serie TV, 5 episodi (1959-1962)
- The Law and Mr. Jones – serie TV, un episodio (1962)
- Gli intoccabili (The Untouchables) – serie TV, un episodio (1962)
- Cheyenne – serie TV, 7 episodi (1956-1962)
- Laramie – serie TV, 4 episodi (1962)
- Ripcord – serie TV, episodi 1x18-2x13 (1962-1963)
- Ben Casey – serie TV, 2 episodi (1962-1963)
- Dakota (The Dakotas) – serie TV, episodio 1x11 (1963)
- La legge del Far West (Temple Houston) – serie TV, un episodio (1963)
- The Travels of Jaimie McPheeters – serie TV, episodio 1x05 (1963)
- Il fuggiasco (The Fugitive) – serie TV, 2 episodi (1963-1964)
- Il mio amico marziano (My Favorite Martian) – serie TV, un episodio (1964)
- Slattery's People – serie TV, episodio 1x06 (1964)
- Perry Mason – serie TV, 2 episodi (1962-1964)
- Carovane verso il West (Wagon Train) – serie TV, 9 episodi (1958-1965)
- The Crisis (Kraft Suspense Theatre) – serie TV, un episodio (1965)
- Cavaliere solitario (The Loner) – serie TV, un episodio (1965)
- Daktari – serie TV, episodio 1x01 (1966)
- Branded – serie TV, un episodio (1966)
- A Man Called Shenandoah – serie TV, episodio 1x22 (1966)
- Daniel Boone – serie TV, 2 episodi (1965-1966)
- Agenzia U.N.C.L.E. (The Girl from U.N.C.L.E.) – serie TV, episodio 1x10 (1966)
- Lost in Space – serie TV, un episodio (1966)
- Batman – serie TV, 2 episodi (1966)
- I sentieri del west (The Road West) – serie TV, episodio 1x17 (1967)
- Il ladro (T.H.E. Cat) – serie TV, un episodio (1967)
- Il virginiano (The Virginian) – serie TV, 2 episodi (1965-1967)
- Laredo – serie TV, 5 episodi (1965-1967)
- Al banco della difesa (Judd for the Defense) – serie TV, un episodio (1967)
- Lassie – serie TV, 5 episodi (1957-1967)
- Iron Horse – serie TV, episodio 2x04 (1967)
- Dragnet 1967 – serie TV, un episodio (1967)
- Cimarron Strip – serie TV, episodio 1x13 (1967)
- Rango – serie TV, episodio 1x13 (1967)
- Premiere – serie TV, un episodio (1968)
- Ai confini dell'Arizona (The High Chaparral) – serie TV, 2 episodi (1967-1968)
- Operazione ladro (It Takes a Thief) – serie TV, un episodio (1968)
- La terra dei giganti (Land of the Giants) – serie TV, un episodio (1968)
- Death Valley Days – serie TV, 8 episodi (1954-1970)
- Uomini di legge (Storefront Lawyers) – serie TV, un episodio (1971)
- Bonanza – serie TV, 14 episodi (1959-1971)
- Gunsmoke – serie TV, 13 episodi (1959-1972)
- The Fisher Family – serie TV, un episodio (1972)
- Hawaii squadra cinque zero (Hawaii Five-O) – serie TV, 2 episodi (1971-1973)
- Search – serie TV, un episodio (1973)
- Marcus Welby (Marcus Welby, M.D.) – serie TV, episodio 4x20 (1973)
- Cannon – serie TV, episodio 2x23 (1973)